# Чалый, Георгий Владимирович
Георгий Владимирович Чалый (29.08.1916, Харьков — 1996, Кишинёв) — советский и молдавский учёный-энергетик, член-корреспондент Академии наук Молдавской ССР (1961) и Молдавии (1992), заслуженный деятель науки и техники Молдавии.

## Биография
Родился 29.08.1916 в семье служащего. Окончил семилетнюю школу и школу ФЗО, работал слесарем в паровозоремонтном депо. В 1934—1935 гг. учился на рабфаке для поступления в вуз.
После окончания Харьковского электротехнического института (1940) работал инженером Центральной заводской лаборатории ХЭМЗ в группе автоматизации энергосистем.
С 02.04.1941 по 20.12.1945 г. в Красной Армии, старший техник-лейтенант, инженер-капитан, после окончания кратких командирских курсов преподавал военную телефонию и телеграфию в эвакуированном в Саратов Куйбышевском училище связи. В 1944 году назначен начальником лаборатории электротехники Высшей военной школы ПВО. Награждён орденом Отечественной войны II степени (06.04.1985) и медалью «За победу над Германией».
После демобилизации работал в Проектно-восстановительном тресте, преобразованном затем в ЦКБ «Электропривод» и позже во ВНИИэлектропривод, в должностях от старшего инженера до начальника лаборатории автоматизации крупных гидроэлектростанций.
Подготовил и в 1957 году защитил кандидатскую диссертацию:
- Ионное возбуждение мощных генераторов, работающих через длинные линии передачи : диссертация … : кандидата технических наук : 05.00.00. — Москва, 1956. — 284 с. : ил.

В 1958 г. был приглашён в Молдавский филиал АН СССР и до 1963 г. занимал должности зав. отделом энергетики, зам. директора Института энергетики и автоматики, заместителя академика-секретаря Отделения естественных и технических наук АН МССР.
С 1963 зав. отделом энергетики Молдавского филиала АН СССР (с 1965 — Отдел энергетической кибернетики АН МССР). С 1981 г. консультант по вопросам энергетики. В 1991 году на базе его отдела был создан Институт энергетики.
Умер в 1996 году после тяжёлой болезни.
Под его руководством разработаны автоматические регуляторы напряжения и реактивной мощности синхронных генераторов, автоматические операторы и т. д., проведены комплексные исследования по проблеме повышения частоты промышленного переменного тока, по созданию ЛЭП переменного тока повышенной пропускной способности.
В 1961 году при организации Академии наук Молдавской ССР был избран её членом-корреспондентом и возглавил один из отделов. В 1970—1974 гг. учёный секретарь Президиума АН МССР.
Автор более 120 научных работ, автор и соавтор 23 изобретений и патентов в области энергетики и автоматики. Под его руководством защищено более 20 кандидатских диссертаций.
Государственная премия СССР 1968 года (в составе авторского коллектива) — за разработку быстродействующих систем возбуждения с управляемыми преобразователями для мощных гидрогенераторов и синхронных компенсаторов.
Сочинения:
- Энергетика вчера, сегодня, завтра / Г. В. Чалый. — Кишинев : Картя молдовеняска, 1977. — 203 с. : ил. + 8 л. ил.
- Энергетика и экология / Г. В. Чалый ; Академия наук Республики Молдова, Институт энергетики. Кишинев : Штиинца, 1991. 124 с. : ил.
- Системы управления автономными инверторами напряжения квазимодуляционного типа / Г. В. Чалый, В. И. Олещук. — Киев : [б. и.], 1985. — 52 с. : ил.; 20 см.
- Частота промышленного переменного тока и проблема ее оптимизации / Г. В. Чалый. — Кишинев : Штиинца, 1992. — 328 с. : ил.